# Cyrtolobus coronatus
Cyrtolobus coronatus är en insektsart som beskrevs av Ball. Cyrtolobus coronatus ingår i släktet Cyrtolobus och familjen hornstritar. Inga underarter finns listade i Catalogue of Life.